# Jindo coréen
Cet article concerne une race de chien. Pour l'île coréenne, voir Jindo.
Le jindo coréen ou spitz coréen de Jindo est une race de chien originaire de Corée de type spitz.

## Historique
Les preuves écrites permettant d'attester la présence du jindo coréen sont inexistantes. La théorie la mieux acceptée est que la race serait native de l'île de Jindo et aurait conservé ses caractères morphologiques propres pendant des milliers d'années du fait des échanges rares avec l’extérieur.
En Corée, le jindo est appelé « Jindo-Kae » ou « Jindo-Kyon », « Kae » ou « Kyon » étant le mot coréen qui signifie « chien ».

## Standard

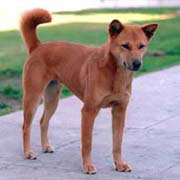
Un jindo coréen fauve-rouge.

Le jindo coréen est un chien de taille moyenne, bien proportionné. De couleur brun foncé, les yeux sont plutôt petits, en forme d’amande avec une expression de vivacité. Les oreilles de dimensions moyennes sont de forme triangulaire, épaisses et parfaitement dressées. 
En forme de faucille ou enroulée, l’extrémité de la queue touche le dos ou le flanc ; lorsque le chien est en action, elle se tient droite sans balancement. Abaissée, l’extrémité de la queue doit atteindre le jarret. 
Le sous-poil est doux, dense, de couleur claire, suffisant pour soutenir le poil de couverture. Le poil de couverture est raide et quelque peu écarté du corps. Le poil est plus court sur la tête et les membres. Le poil de la queue et à l’arrière des cuisses est plus long que sur le reste du corps. La robe du jindo coréen est fauve rouge, blanche, noire, noir et feu, gris-loup ou bringée.

## Caractère
Le jindo coréen a l’instinct de la chasse très développé avec un bon sens de l'orientation. Il est hardi, vigilant, attentif et impétueux. Il ne se laisse pas tenter facilement. Cette race est extrêmement fidèle à son maître. Il accepte facilement un nouveau propriétaire, mais n’oubliera jamais son attachement envers le premier. En règle générale, le jindo coréen est peu sociable avec les autres animaux, surtout les mâles, il est donc important de le sociabiliser correctement.
Il est propre et n’est pas un gros mangeur.

## Utilité
Le jindo coréen est utilisé comme chien de chasse et chien de garde.